# 김유찬 (바둑 기사)
김유찬(金裕撰, 2003년 9월 1일 ~ )은 대한민국의 바둑 기사이다.

## 약력
충청북도 청주시 출신으로 7세 때 바둑에 입문하여 한국바둑고등학교에 입학하면서 프로 입단을 준비했다. 최기훈, 김누리, 김원빈 사범의 바둑 지도를 받았다. 2019년 제20회 지역연구생입단대회에 출전하여 결승에서 김지원 기사를 누르고 프로 바둑에 입단했다.
2021년, 제6기 미래의 별 신예최강전 본선 32강과 제9기 하찬석 국수배 영재최강전 16강, 제2기 이붕배 신예 최고위전 본선 64강에 각각 진출했다. 2022년 제7기 미래의 별 신예최강전 본선 32강에 올랐고, 2단으로 승단했다.